# Moja domovina
Moja domovina (s podnaslovom Koračnice Jugoslovanske ljudske armade, ali srbohrvaško Koračnice Jugoslavenske Narodne Armije) je album Vojaškega orkestra Zagreb, ki je prvič izšel na vinilni plošči leta 1971 pri glasbeni založbi Jugoton.

## Naslov in vsebina
Album nosi naslov po zelo znani istoimenski koračnici (A1), avtorja Josipa Skraška.
Na albumu lahko slišimo poznane vojaške koračnice različnih jugoslovanskih narodov, tudi nekaj slovenskih.
Na naslovnici je Vojaški orkester Zagreb med korakanjem.

## Digitalna izdaja
Pri založbi Musical Ark je 7. novembra 2012 izšla tudi digitalna verzija albuma pod naslovom Jugoslovanske koračnice (angleško Yugoslavian Marches), ki vključuje vse koračnice v digitalni obliki.

## Seznam posnetkov
| A stran | A stran                              | A stran      | A stran |
| Št.     | Naslov                               | Glasba       | Dolžina |
| ------- | ------------------------------------ | ------------ | ------- |
| 1.      | „Moja domovina‟                      | J. Skrašek   | 2:42    |
| 2.      | „Koračnica jugoslavenskih proletera‟ | K. Heger     | 3:32    |
| 3.      | „Na Drini‟                           | S. Binički   | 3:05    |
| 4.      | „Naša krila‟                         | V. Savnik    | 3:14    |
| 5.      | „Marjane, Marjane‟                   | A. Kopitović | 2:18    |
| 6.      | „Naprej / Napred‟                    | G. Učakar    | 2:25    |
| 7.      | „Gorenjska‟                          | G. Učakar    | 2:24    |

| B stran         | B stran                      | B stran         | B stran         | B stran |
| Št.             | Naslov                       | Glasba          | Priredba        | Dolžina |
| --------------- | ---------------------------- | --------------- | --------------- | ------- |
| 1.              | „Komandant Stane‟            | M. Kozina       | D. Lorbek       | 2:03    |
| 2.              | „Pozdrav našoj armiji‟       | P. Krelja       | A. Putarek      | 2:19    |
| 3.              | „Spomin na Sočo‟             | J. Brun         |                 | 2:58    |
| 4.              | „Smjelo – hrabro‟            | A. Putarek      |                 | 2:58    |
| 5.              | „Splitske kale‟              | I. Kuletin      |                 | 2:44    |
| 6.              | „Bosanska narodna koračnica‟ | V. Marković     |                 | 2:38    |
| 7.              | „Veselo‟                     | I. Muhvić       |                 | 3:01    |
| Skupna dolžina: | Skupna dolžina:              | Skupna dolžina: | Skupna dolžina: | 38:21   |

## Sodelujoči

### Vojaški orkester Zagreb / Vojni orkestar Zagreb / Vojni orkestar garnizona Zagreb / Yugoslavian Army Band
- Josip Janković – dirigent pri posnetkih A1 do A7, B1 in B2
- Vilim Marković – dirigent pri posnetkih B3 do B7

### Produkcija
- Ivan Ivezić – oblikovanje
- Edo Meršinjak – fotografija